# Узловой (Оренбургская область)
Узловой — посёлок в Оренбургском районе Оренбургской области России. Входит в состав Караванного сельсовета

## История
В 1966 г. Указом Президиума ВС РСФСР посёлок фермы № 3 совхоза «Караванный» переименован в Узловой.

## Население
| 2010 |
| ---- |
| 60   |